# Фрахт
Фрахт (нем. Fracht, англ. freight) — в праве: обусловленная договором или законом плата за перевозку груза.
Фрахт как плата за перевозку груза прежде всего относится к перевозке по договору рейсового чартера или договору фрахтования, поскольку в тайм-чартере и тем более в бербоут-чартере, предметом договора является не перевозка груза, а сдача судна внаём.
Уплачивается перевозчику отправителем груза или фрахтователем.
Также: непосредственно сама перевозка груза на зафрахтованном судне, а также контракт на перевозку, включающий описание груза, обязанности перевозчика и размеры платы. 
Также: груз под контрактом, на время действия последнего.
Размер фрахта устанавливается соглашением сторон. При отсутствии соглашения сторон размер фрахта исчисляется исходя из ставок, применяемых в месте погрузки груза и во время погрузки груза.
В случае, если груз погружен на судно в бо́льшем количестве, чем предусмотрено договором, размер фрахта соответственно увеличивается. В сфере коммерческих перевозок водным транспортом под термином фрахт часто подразумевается стоимость перевозки одной тонны груза. Соответственно, в случае, если фрахтователь не обеспечит погрузку минимального количества груза, оговорённого в договоре фрахтования или рейсовом чартере, судовладелец имеет право выставить фрахтователю «мёртвый фрахт», компенсирующий судовладельцу упущенную выгоду.
Также существует понятие лампсам (англ. lumpsum), когда оговорённый фрахт выплачивается вне зависимости от количества груза, которое было принято к перевозке.
С развитием мировой транспортной системы понятие фрахта распространилось на воздушный (англ. air freight) и наземный (англ. land freight) транспорт.